# Dobrești (Dolj)
Dobreşti es una comuna ubicada en el distrito de Dolj, Rumania.

## Superficie
Posee una superficie de 56,35 kilómetros cuadrados.

## Demografía
Hasta 2021 la población era de 2015 habitantes, con una densidad de población de 35,76 habitantes por kilómetro cuadrado.